# Norník rudý
Norník rudý (Myodes glareolus, synonymum Clethrionomys glareolus), dříve též hraboš lesní, hraboš rudý, je hlodavec z čeledi křečkovití (Cricetidae), jediný zástupce rodu norník žijící na území České republiky.

## Popis
- hmotnost: 10–36 g
- délka: 80–120 mm

Jeden z našich nejběžnějších druhů drobných savců. Od jiných hrabošů  se snadno pozná podle nápadně červenavě rezavého zbarvení na hřbetě, větších ušních boltců a delšího ocasu (obvykle 45–60 % délky těla). Břicho mívá světlejší, nažloutlé, v zimní srsti až čistě bílé; tlapky jsou světlé.

## Rozšíření
S výjimkou větší části Pyrenejského poloostrova, Řecka, středomořských ostrovů a Islandu se vyskytuje v celé Evropě a Malé Asii, dále na východ zasahuje do střední Sibiře po Altaj a Bajkalské jezero.

V České republice žije všude – od nížin po hřebeny hor, kde vystupuje i nad horní hranici lesa.

## Ekologie
Nejhojnější je v listnatých a smíšených lesích s bohatým podrostem, žije i ve smrčinách, v kosodřevině, břehových porostech, travinách, polních remízcích, parcích a také v kamenných sutích či rákosinách. V zimě se na venkově stahuje k obytným budovám. Je čilý hlavně za soumraku a v noci, ale lze se s ním setkat i za denního světla, zejména při přemnožení. Obratně leze v křovinách i po stromech až do několikametrové výšky. Obývá území o rozloze 0,1–0,7 ha a je pohyblivější než jiné stejně velké druhy hrabošů.

Staví nevelké hnízdo z mechu a listí a spíše než v zemi je ukrývá pod pařezy, v kořenech stromů a mezi kameny. Na hnízdo navazuje systém nor s mnoha východy, úkrytovými chodbami a zásobárnami.

Norník rudý má pestrý jídelníček a během roku ho mění. Nejméně rozmanitý jej má zjara (zelené části rostlin, semena, klíčící semenáčky dřevin). V létě a k podzimu jídelníček postupně obohacuje o houby a lesní plody, přičemž ze žaludů a bukvic si dělá i zásoby. Jako jediný z našich hrabošů se ve větší míře zajímá o živočišnou potravu, která může tvořit více než třetinu jídelníčku (hlavně brouci, larvy hmyzu včetně housenek, pavouci nebo zdechliny).

Rozmnožuje se od konce března do září až října, za příznivého počasí a bohaté úrody žaludů či bukvic i v zimě. Březost trvá 16–18 dní. Pokud zabřezne bezprostředně po porodu čili post partum (u hlodavců poměrně běžné), prodlouží se březost na 19–20 (30) dní. Ve vrhu bývá 4–5 (1–9) mláďat, která po narození váží asi 2 g a sají necelé tři týdny. Protože pohlavně dospívají brzo, jsou mladé samice schopny zapojit se do rozmnožování již 1–2 týdny po opuštění hnízda. (V přírodě tak činí pouze jedinci z jarních a časně letních vrhů.)

Hanzák uvádí, že v přírodě se dožívá nanejvýš dvou let.. Norník rudý má celou řadu přirozených nepřátel mezi šelmami, dravci či sovami, a proto ve volné přírodě jsou dvakrát přezimující jedinci vzácností. V zajetí může žít norník rudý i několik let. Představuje významný modelový druh často využívaný při ekologických studiích.

## Zajímavosti
- Mláďata norníků volající matku vydávají speciální ultratóny, které lidské ucho neslyší.[zdroj?]
- Při přemnožení může škodit ohryzáváním kůry, jehličí a pupenů (zvláště v zimě).[7]
- Je hostitelem viru Puumala z rodu Hantavirus. V Evropě virus Puumala vyvolává u lidí někdy i velice závažně probíhající onemocnění nephropathia epidemica. [8]